# Fernando Spiner
Fernando Spiner (Villa Gesell, Buenos Aires, 27 de diciembre de 1958) es un director, productor, guionista y actor argentino.

## Trayectoria
Es egresado del Centro Sperimentale Di Cinematografía de Cinecittá, Roma, Italia, donde fue alumno de Gianni Amelio, Carlo Di Palma, Furio Scarpelli y Roberto Perpignani. Fue profesor en la carrera de Comunicación Social de la Universidad de Buenos Aires y en la Escuela Nacional de Experimentación y Realización Cinematográfica (ENERC).
Dirigió trabajos de ficción para televisión como Bajamar, la costa del silencio, Poliladron, Zona de riesgo y Cosecharás tu siembra, por los que fue Premio Konex como mejor director de TV de la década.
Dirigió documentales como El ángel sin techo, Homenaje a los pioneros de Villa Gesell, Reflexiones de una vaca, Angelelli, la palabra viva, las obras audiovisuales Balada para un Kaiser Carabela con Luis Alberto Spinetta, Ciudad de pobres corazones y Solo los chicos con Fito Páez.
En 1998 estrenó el filme La sonámbula, recuerdos del futuro, escrito junto a Ricardo Piglia y Fabián Bielinsky, que tuvo su premier mundial en el Toronto International Film Festival, su premier europea en el Festival internacional de cine en San Sebastián, y ganó premios en La Habana, Toulouse, Nantes y dos Premios Cóndor de Plata de la Asociación de Cronistas Cinematográficos de la Argentina.
En 2005 estrenó Adiós, querida Luna, filme con el que ganó premios en el Festival Internacional de cine de Mar del Plata y en el Festival de Cine Fantástico de Estepona, España.
Su película Aballay, el hombre sin miedo, basado en el cuento Aballay, de Antonio Di Benedetto, obtuvo once premios internacionales, ocho Premios Sur de la Academia de las Artes y Ciencias Cinematográficas de la Argentina, incluyendo "Mejor Director", tres premios Cóndor de Plata de la Asociación de Cronistas Cinematográficos de la Argentina, y fue seleccionada para representar al país en los premios Oscar como Mejor Film Extranjero.
En 2015 realiza, junto a Ana Piterbarg, la serie de treinta capítulos Los siete locos y los lanzallamas, sobre las novelas de Roberto Arlt, adaptadas por Ricardo Piglia, que ganó múltiples premios y tuvo ocho nominaciones al premio Martín Fierro.   
Su película La Boya, nominada por la Academia de cine argentino como mejor película documental 2018, fue ganadora del Festival de Cine del mar, en Punta del Este, y del Festival internacional de cine de las alturas, en Jujuy. 
Su último film, Inmortal, tuvo su premier mundial en la competencia oficial de Sitges, Festival Internacional de Cinema Fantástic de Catalunya. 
Fue Productor general y director artístico del 28º y 29º Festival Internacional de Cine de Mar del Plata.
Sus trabajos son objetos de estudio y retrospectivas en museos, universidades y festivales del mundo.

## Largometrajes de ficción
- Inmortal (2020)
- Erdosain (2019)
- La boya (2018)
- Aballay, el hombre sin miedo (2010)
- Adiós, querida Luna (2004)
- La sonámbula, recuerdos del futuro (1998)

## Largometrajes documentales
- Angelelli, la palabra viva (2006)
- Reflexiones de una vaca (junto a Javier Diment), (2003)
- Homenaje a los pioneros de Gesell (2002)
- El ángel sin techo (1989)

## Televisión
- La casa (actor), (2015)
- Los siete locos y los lanzallamas (2015)
- El vigilador (2004)
- Bajamar, la costa del silencio (1998)
- Poliladron (1994)
- Zona de riesgo (1993)
- Cosecharás tu siembra (1990)
- Solo los chicos (1989)
- Ciudad de pobres corazones (1987)
- Ta pun pun (1986)

## Cortometrajes
- Malvinas, 30 miradas a 30 años: Regimiento 7 regresa a casa (2012)
- Historias de Argentina en vivo: Vaquitas en París (2001)
- Balada para un Kaiser Carabela (1987)
- Instrucciones para John Howell (1985)
- Gracias, che Cortázar (1985)
- Ejercicio para cámara en movimiento (1984)
- Testigos en cadena (1982)

- Datos: Q16567191